# Jan Boon (journalist)
Jan Filip Boon (Halle, 6 januari 1898 – Ukkel, 31 december 1960), was een vooraanstaand Vlaamse katholiek en  journalist. Hij was hoofdredacteur van De Standaard en vanaf augustus 1939 tot zijn dood in 1960 directeur-generaal van de Vlaamse Uitzendingen van het NIR (vanaf medio 1960 de BRT). 

## Levensloop
Boon was een zoon van Jan-Baptist Boon (1864-1941) en van Maria Crispeels (1870-1951). Hij trouwde met Maria Ceulemans  (1898-1976) en ze hadden acht kinderen.
Hij ontwikkelde zijn Vlaamsgezindheid tijdens zijn middelbare studies aan het Franstalige bisschoppelijk Onze-Lieve-Vrouwcollege van Halle. Priesters zoals Joris Baers (1888-1975), hoofdredacteur van de Katholieke Boekengids, en de componist Alfons Moortgat (1881-1962), destijds organist-kapelmeester van de Sint-Martinuskerk in Halle, stimuleerden hem in die richting. Ze brachten hem ook in contact met de Vlaamse literatuur. Hij had een vriend, Constant Van Gestel (1899-1978) die dominicaan werd en ook invloed op hem uitoefende. 
In 1913 ging hij als vijftienjarige werken in de Brusselse drukkerij Action Catholique, en raakte zo vertrouwd met de journalistiek en politiek. Bij het begin van de Eerste Wereldoorlog was hij onder meer actief in de activistische jeugdbeweging Groeningerwacht, van welk verbond hij in 1916 bestuurslid werd. Hij behoorde in Halle tot de betaalde propagandisten en was redacteur van De Hallenaar. Ook voor de Raad van Vlaanderen was hij actief. Wel keerde hij zich af van diegenen die hij als te Duitsgezind en te autoritair beschouwde. Dankzij de bestuurlijke scheiding die de Duitsers invoerden, kreeg hij een baan in overheidsdienst. Na de Wapenstilstand bleef hij ondergronds bij het activisme betrokken. Hij werd zelfs gearresteerd in maart 1919 en 12 dagen vastgehouden, maar kreeg ontslag van rechtsvervolging. Hij bleef nadien nog actief als koerier tussen de gevangen August Borms en de leiding van het Vlaamsche Front in Nederland.
Na in 1919 korte tijd gewerkt te hebben bij de fronterskrant Ons Vaderland, werd hij redactiesecretaris bij De Standaard en in 1921 redacteur bij het weekblad Ons Volk Ontwaakt. In 1924 keerde hij terug als journalist naar De Standaard. Hij werd er vanwege zijn Vlaamse imago in 1929 aangesteld als hoofdredacteur door de nieuwe eigenaar van de krant, de zakenman en latere minister Gustaaf Sap. Niettemin was Boon toen al aanzienlijk geëvolueerd, onder invloed van Frans Van Cauwelaert en anderen, en was een tegenstander geworden van het Vlaams-nationalisme. Ondertussen ontwikkelde hij ook zijn belangstelling voor de wereldliteratuur en de moderne stromingen in de kunst. Zelf schreef hij zijn eerste toneelstuk Zwarte Sneeuw in 1918 en publiceerde hij in 1920 een bundel novellen. Hij speelde een vooraanstaande rol in het Vlaamsche Volkstooneel, waarvan hij in 1925 directeur werd.
Ook na zijn aanstelling in 1939 als directeur-generaal bij het NIR bleef Boon in het culturele veld een belangrijke rol spelen. Hij was lid van talrijke culturele verenigingen, medestichter en ondervoorzitter van de Scriptores Catholici en bestuurslid van het Vermeylenfonds, in de beginjaren van deze organisatie, toen ze een pluralistische koers volgde.
Jan Boon was de vader van Herman Boon, die als aalmoezenier van de burgerluchtvaart werkzaam was op de luchthaven van Zaventem en de jezuïet Frans Boon (1927-2001), die een actief musicus was. De broer van Jan Boon was de redemptorist Jozef Boon, de auteur van onder meer het Brugse Heilig Bloedspel.

## NIR
Na het plotse overlijden van Theo De Ronde, werd Boon in 1939 directeur-generaal van de Vlaamse Uitzendingen van het Nationaal Instituut voor de Radio-Omroep (NIR). Bij de Duitse inval trok hij naar Frankrijk, maar keerde na de capitulatie terug naar België. Hij werkte onder meer bij het Rode Kruis in Brussel, en kreeg van de Belgische regering in ballingschap in 1943 de opdracht om in bezet België een nieuw netwerk van radiozenders op te bouwen. Dit zogenaamde Samoyede project slaagde in zijn opzet, waardoor de NIR reeds op 4 september 1944 vanuit een studio in Vorst zijn eerste uitzending kon verzorgen en Jan Boon de vorderende bevrijding van België kon aankondigen.
In 1945 werd Jan Boon benoemd tot administrateur-directeur-generaal van het NIR en in die functie handhaafde hij zijn verzet tegen het aannemen in België van de Franse 819-lijnennorm voor televisie-uitzendingen. Het resultaat werd een compromis, waarbij een aparte standaard werd ingevoerd voor de Vlaamse televisie (625 lijnen) en de Waalse (819 lijnen). Overigens werd de 625-norm later de algemene Europese norm. Het betekende wel dat men in België veel later dan in andere Europese landen pas in 1953 met de televisie-uitzendingen kon beginnen.
Na Boons dood in 1960 volgde Paul Vandenbussche hem op als administrateur-generaal van de BRT.

## Mariaverschijningen
Boon was hoofdredacteur van De Standaard toen hij in 1933 kennis nam van de verschillende Mariaverschijningen die plaatsvonden in Beauraing en Banneux, vervolgens in Onkerzele en op andere plaatsen in Vlaanderen.
Hij werd onmiddellijk een onvoorwaardelijke ondersteuner van deze verschijningen, waarin hij met een kinderlijk vertrouwen geloofde. De Standaard werd een trouwe verslaggever van alles wat op het gebied van verschijningen gebeurde, waarbij een sympathiserend standpunt werd ingenomen. 
De steun die Boon in de De Standaard uitsprak, de inspanningen die hij leverde voor de uitbouw van bedevaartsoorden, waren zodanig dat de leiding van de krant hem moest uitnodigen zijn enthousiasme te matigen.
Toen Boon na de Tweede Wereldoorlog directeur-generaal van de nationale radio-omroep werd, bleef zijn belangstelling voor Onkerzele levendig. Er werd verteld dat hij over de middag, terwijl de medewerkers naar het restaurant waren, op hun bureaus foldertjes ging leggen waarin het bedevaartsoord Onkerzele aanbevolen werd. De verantwoordelijke minister moest hem op de neutraliteit van de omroep wijzen.

## Enkele werken
- Zwarte sneeuw, tendenz-drama in één bedrijf, Nieuwe Nederlandsche Uitgeversmaatschappij, Brussel, 1918 / 1920
- Roode Meidoorn, bundel novellen, 1920
- De Invloed van het dagblad, 1931
- Herovering van Brussel. Prestigepolitiek!, De Sikkel, Antwerpen, 1932
- Getuigenis omtrent Beauraing - ervaringen van een journalist 15-12-32 tot 30-9-33. 1: De kinderen van Beauraing, uitg.Jos. Vermaut, Kortrijk, 1933
- Per Boot tot Spitsbergen en Pakijs, 1934
- De Vlaamse gentleman in de school der wereld - een samenspraak en enige overwegingen over de behoorlijke Vlaming en over de spreuken en ongeschreven wetten van de gentleman (essay), De Portiek, Brussel, 1948
- Een vaderland om te beminnen of De ontmoeting van de Vlaamse en de Belgische gedachte, De Vlijt, Antwerpen, 1948
- Katechismus van de Vlaamse Beweging. De beknopte geschiedenis alsmede de beeldenwereld van deze beweging in honderd vragen met antwoord, Elsevier, Amsterdam/Brussel, 1950
- Uit het dagboek van de gewone man : kleine en grote kwellingen van de bezette stad, Het Egelantierke, Brussel, 1953
- Televisie, weldaad of verschrikking. Signalement van een nieuwe muze, Brussel, 1953
- Radio-omroep als democratisering van de luxe, 1956
- Amerika nu : reisverhaal en wandeling onder mens en menigte van de nieuwe wereld zonder ergernis, Davidsfonds, Leuven, 1958